# روب كلايس
روب كلايس هو لاعب كرة قدم بلجيكي في مركز الدفاع، ولد في 24 أغسطس 1987 في كورتريك في بلجيكا. لعب مع نادي كورتريك.

## وصلات خارجية
- روب كلايس على موقع قاعدة بيانات كرة القدم.إي يو (الإنجليزية)